# North Dakota National Guard

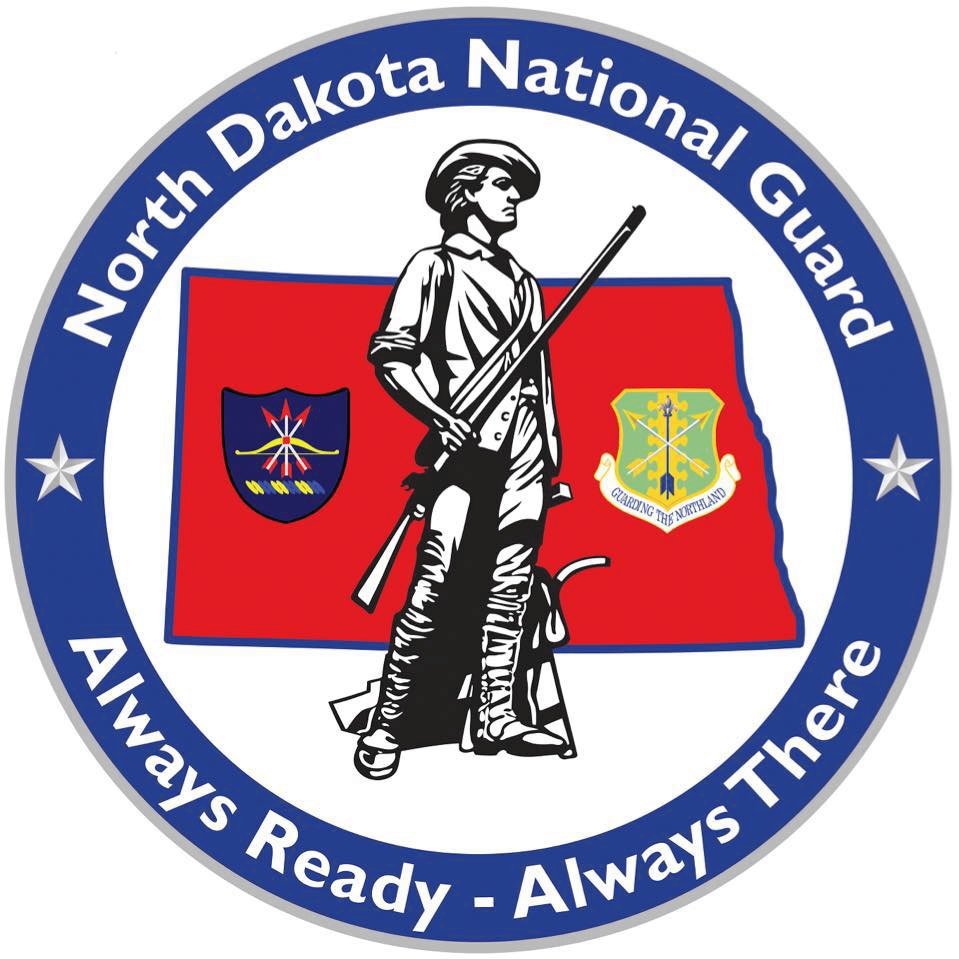
Logo

Die North Dakota National Guard (NDNG) des North Dakota Office of the Adjutant General des US-Bundesstaates North Dakota ist Teil der im Jahr 1903 aufgestellten Nationalgarde der Vereinigten Staaten (akronymisiert USNG) und somit auch Teil der zweiten Ebene der militärischen Reserve der Streitkräfte der Vereinigten Staaten.

## Organisation
Die Mitglieder der Nationalgarde sind freiwillig Dienst leistende Milizsoldaten, die dem Gouverneur von North Dakota (aktuell Doug Burgum) unterstehen. Bei Einsätzen auf Bundesebene ist der Präsident der Vereinigten Staaten Commander-in-Chief. Adjutant General of North Dakota ist Major General Alan S. Dohrmann. Die Nationalgardeeinheiten des Staates werden auf Bundesebene vom National Guard Bureau (Arlington, VA) unter General Steven Nordhaus koordiniert.
Die North Dakota National Guard wurde 1862 als Milizverband des damaligen Dakota Territory gegründet. Dieses wurde am 2. November 1889 in die beiden Staaten South Dakota und North Dakota aufgeteilt. Der Hauptsitz der North Dakota National Guard befindet sich in Bismarck (North Dakota). Die Nationalgarden der Bundesstaaten sind seit 1903 bundesgesetzlich und institutionell eng mit der regulären Armee und Luftwaffe verbunden, so dass (unter bestimmten Umständen mit Einverständnis des Kongresses) die Bundesebene auf sie zurückgreifen kann. North Dakota unterhält zurzeit keine Staatsgarde.
Die North Dakota National Guard besteht aus den beiden Teilstreitkraftgattungen des Heeres und der Luftstreitkräfte, namentlich der Army National Guard und der Air National Guard. Die North Dakota Army National Guard hatte 2017 eine Stärke von 2917 Personen, die North Dakota Air National Guard eine von 992, was eine Personalstärke von gesamt 3909 ergibt.

## Wichtige Einheiten und Kommandos
- Joint Forces Headquarters in den Fraine Barracks in Bismarck

### Army National Guard
- 68th Troop Command in Bismarck
- ARNG Medical Detachment in Bismarck
- Recruiting & Retention Battalion in Bismarck
- 116th Public Affairs Detachment in Bismarck
- 142d Engineer Battalion (vormals  231st Brigade Support Battalion) in Valley City
- 164th Regiment (Regional Training Institute)
- 136th Combat Sustainment Support Battalion Headquarters in Camp Gilbert C. Grafton-Devils Lake
- 141st Maneuver Enhancement Brigade-Fargo

### North Dakota Air National Guard
- 119th Wing auf der Fargo Air National Guard Base